# Искра е Воес (Нуоро)
Искра е Воес је насеље у Италији у округу Нуоро, региону Сардинија.
Према процени из 2011. у насељу је живело 277 становника. Насеље се налази на надморској висини од 9 м.